# Jozef Novota
Jozef Novota (sinh 24 tháng 1 năm 1986) là một thủ môn bóng đá Slovakia hiện tại thi đấu cho câu lạc bộ Fortuna Liga FC ViOn Zlaté Moravce, mượn từ OFK Sľažany.

## Sự nghiệp

### FC ViOn Zlaté Moravce
Anh ra mắt chuyên nghiệp cho FC ViOn Zlaté Moravce trước FC Spartak Trnava ngày 13 tháng 7 năm 2014.